# 寬政重修諸家譜
《寬政重修諸家譜》是寬政年間（1789年 - 1801年）江戶幕府編修的系譜集。全1,530卷。文化9年（1812年）完成。

## 概要
此書是德川家光時代纂的《寬永諸家系圖傳》的續集。《寬政譜》的編纂由近江堅田藩主若年寄堀田正敦發案，寬政11年（1799年），正敦任總裁，林述齋等人為中心編纂。由各大名家、旗本提出的記錄，進行校訂。記錄國主、領主等御目見以上之士到寬政10年（1798年）為止的事跡。
記述中的女性不記名，只記為「女子」，所以調査女性之名、生没年等必須比較其他史料。《寬政譜》是調查江戶時代大名以及旗本的履歷、家族構成的基本史料，但是未必正確的記錄實態。諸家因為自身的利益，所以有許多基礎資料的呈譜（幕府提出用的系譜）和實態有異的狀況。

## 構成
全1530卷，內含本文1520卷和「目錄」、「序」、「條例」之10卷。體裁以《新撰姓氏錄》為範本，依皇別、神別之配列順序，諸大名、旗本以下的將軍家御目見得以上之諸士和醫師、同朋、茶人等合計1114氏、2132家，規模大幅超越《寬永諸家系圖傳》。但是，德川將軍家和御連枝、一門除外。另外，有偏重東海地方出身者和幕臣的系譜的傾向，地方豪族的系圖較不備。
內容上，簡明記錄母氏、生誕、養子、初目見得、元服、賜號、婚姻、官位叙爵、班次、襲封、領知、秩祿、入部、職掌、從軍歷、公役、恩賞、罪科、慰問、進献、嘉言、善行、致仕、卒去、享年、法名、葬地、妻室等諸多項目。但是，旗本以下和大名相比，有省略項目的情況。

## 比較
《寬永諸家系圖傳》的內容，因為諸家呈譜的關係，諸家兄弟姊妹的配列順序不統一，所以，《寬政重修諸家譜》依照兄弟姊妹的長幼之順重新排列。但是，離《寬永諸家系圖傳》的編纂已經過相當久的歲月，所以未完全修正。

## 閱覽
版本
- 寬政重修諸家譜（高柳光壽、岡山泰四、斎木一馬編集顧問），續群書類從完成会，1964年2月 - 2010年7月，27冊

活字本
- 寬政重修諸家譜，續群書類從完成会（同上）
- 寬政重修諸家譜，堀田正敦等編、榮進舍出版部，1917年7月 - 1918年6月，9冊